# 沙田ニュータウン

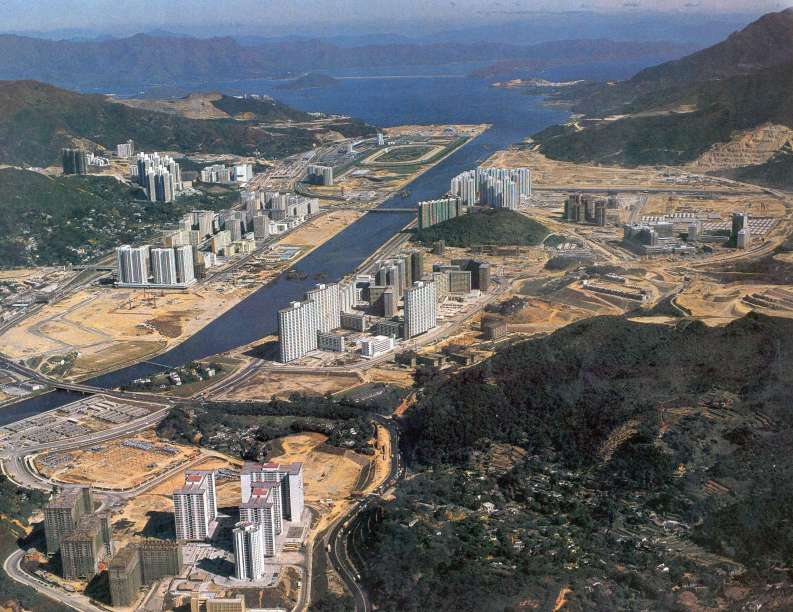
開発の初期段階における沙田ニュータウン

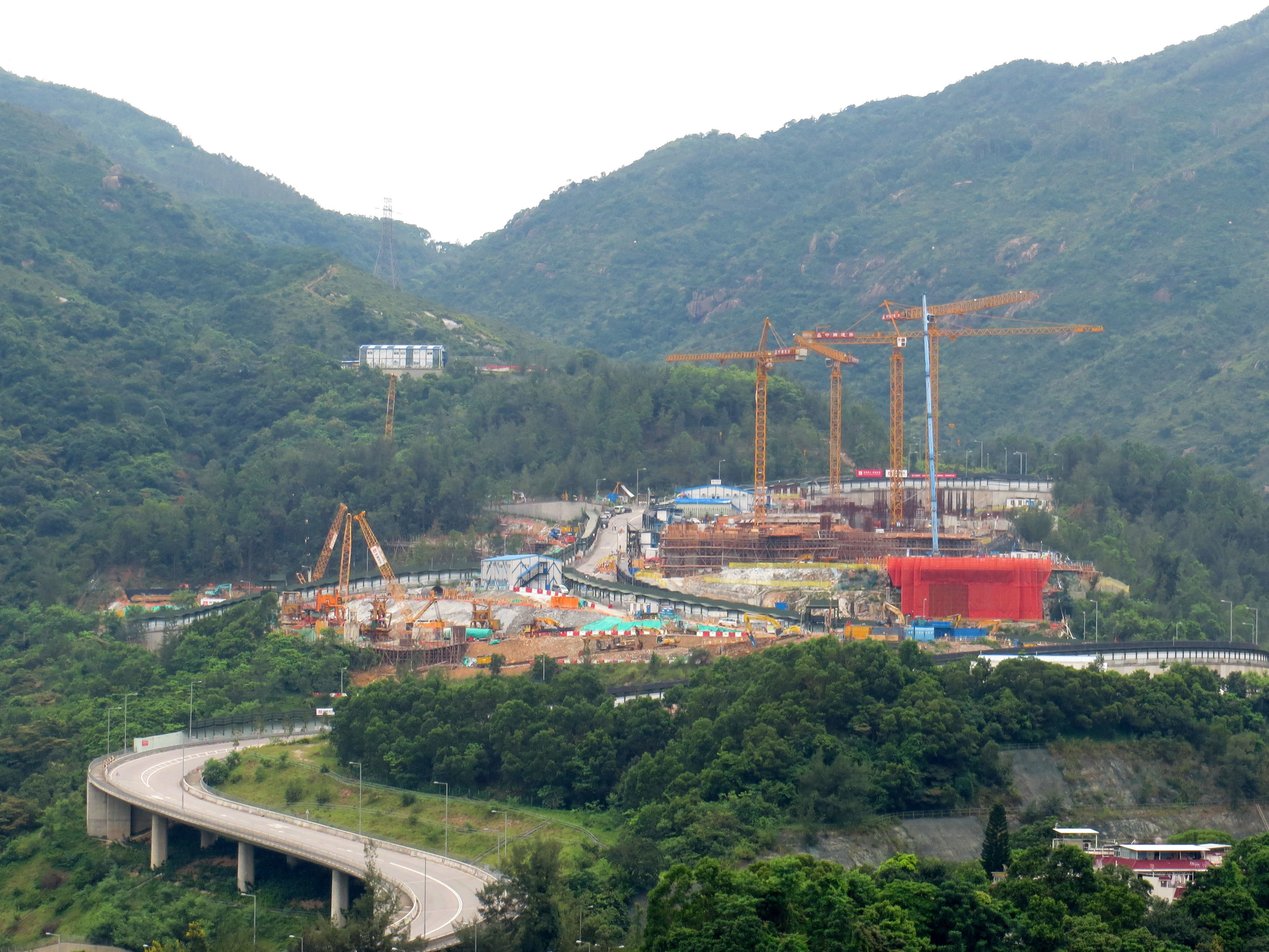
さらなる開発（2012年8月）

沙田ニュータウン（さてんニュータウン、中国語: 沙田新市鎮、英語: Sha Tin New Town）は、香港のニュータウンの1つである。沙田、大囲、火炭、大水坑、馬鞍山などの地域が入る沙田区内にあり、城門河に近い。
開発は1970年代に始まり、現在は、全開発地域の約20 km²を含む35.87 km²を占めている。今日では、630,000人以上の人口を抱えており、完全に開発が終了した際の収容能力は、735,000人にも上る。町の中心には、ショッピングモールの沙田ニュータウンプラザがある。
最近の公式な報告書では、沙田ニュータウンと馬鞍山ニュータウンは異なる。

## 交通

### 道路とトンネル
沙田と九龍の間の道路交通は、獅子山トンネル、大老山トンネル、城門トンネル、大埔道に頼っている。吐露港公路は、1985年9月に開通して、沙田路と大埔道を結び、ニュータウンと大埔の間を接続する。大老山公路も吐露港公路と同様に、馬鞍山との間を接続している。1988年10月の西沙路の開通は、沙田と西貢の間の交通を供給した。青沙公路と8号線は、2008年3月に、長沙湾から沙田までの区間が完成した。

### 公共交通機関
ニュータウンには、市中心部や町の様々な住宅街からの鉄道駅までを接続するバス路線が、非常に多く存在する。バス路線やミニバス路線は、住民の少ない地域への交通手段を提供している。

### KCR (現・MTR)
KCR（現在は、旧香港MTRと合併した）は、ニュータウンの開発に、欠くことのできないものだった。ニュータウン内には、大囲駅、沙田駅、火炭駅、馬場駅、大学駅の5つの東鉄線の駅が存在する。屯馬線の一部区間も地区内を走っており、大囲駅と馬鞍山の烏渓沙駅（利安邨の北東にある）を結んでいる。この路線は、長さ11.4 kmで、9つの駅とメンテナンスセンターを1つ持つ。乗客の多くは、大囲駅で東鉄線に乗り換える。